# Éditeur de code source

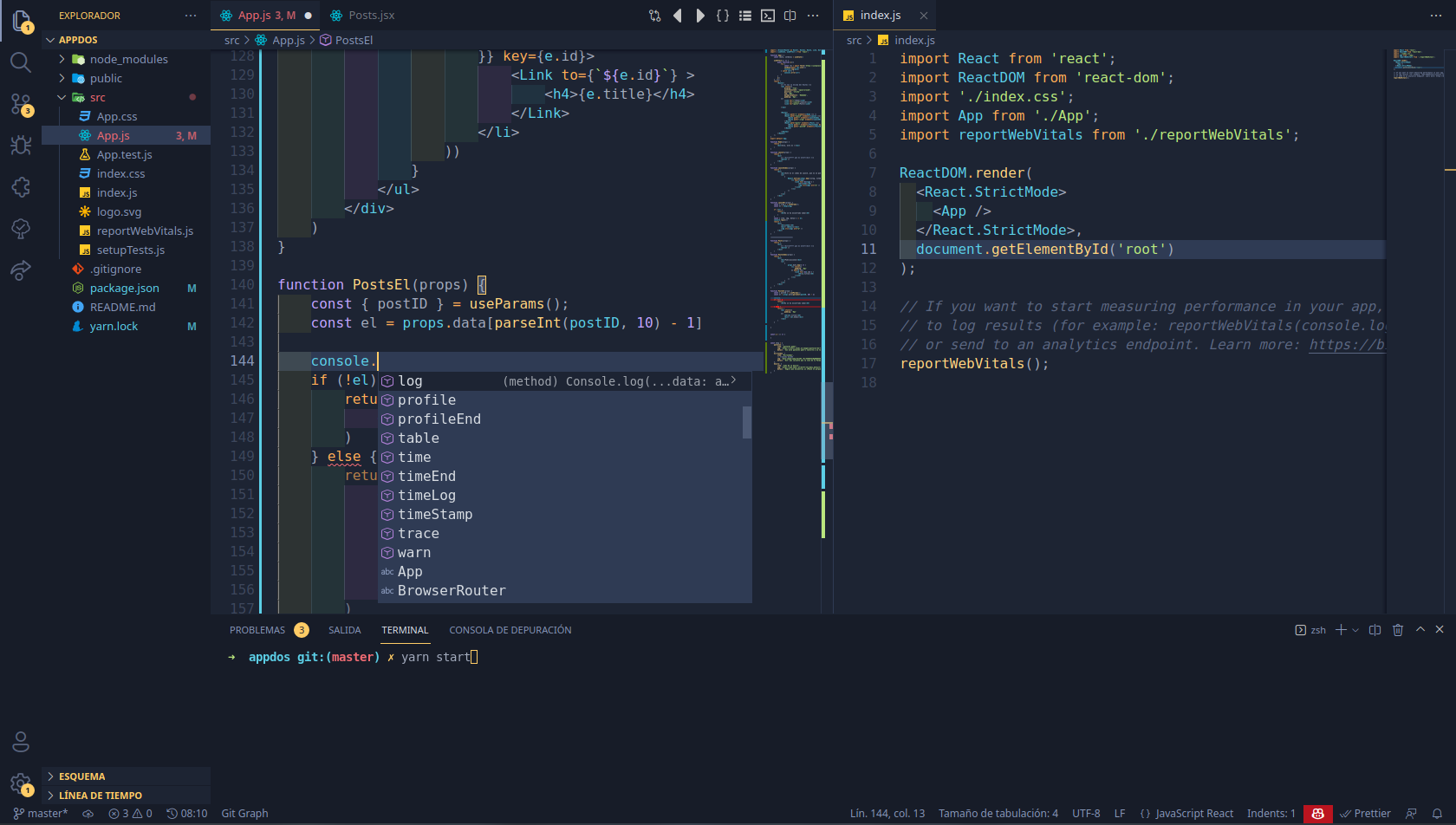
Editeur de code source.

Un éditeur de code source est un programme d'édition de texte spécialement conçu pour l'édition du code source d'un programme informatique . Il peut s'agir d'une application autonome ou intégrée à un environnement de développement intégré (IDE) ou à un navigateur Web. Un éditeur de code source est un outil de programmation fondamental, car le travail fondamental des programmeurs est d'écrire et de modifier le code source.

## Fonctionnalités
Un éditeur de code source comporte des fonctionnalités spécialement conçues pour simplifier et accélérer la saisie du code source, telles que la coloration syntaxique, l'indentation, la saisie semi-automatique et la correspondance d'accolades . Un tel éditeur fournit souvent un moyen pratique d'exécuter un compilateur, un interpréteur, un débogueur ou tout autre programme pertinent dans le processus de développement d'un logiciel. De nombreux éditeurs de texte comme le Bloc-notes peuvent être utilisés pour éditer le code source, mais s'ils n'améliorent pas, n'automatisent pas ou ne facilitent pas l'édition de ce code, ils ne sont pas des éditeurs de code source .
Un éditeur de structure est une forme différente d'éditeur de code source où, au lieu d'éditer du texte brut, on manipule la structure du code, généralement l'arborescence de syntaxe abstraite. Dans ce cas, des fonctionnalités telles que la coloration syntaxique, la validation et le formatage du code sont facilement et efficacement implémentées à partir de l arbre de syntaxe concret ou de l'arbre de syntaxe abstraite, mais l'édition est souvent plus rigide que le texte de forme libre. Un éditeur de structure nécessite également une prise en charge étendue pour chaque langage de programmation et est donc plus difficile à étendre à de nouveaux langages que les éditeurs de texte où la prise en charge de base ne nécessite que la prise en charge de la coloration syntaxique ou de l'indentation. Pour cette raison, les éditeurs de structure stricts ne sont pas populaires pour l'édition de code source, bien que certains IDE fournissent des fonctionnalités similaires.
Un éditeur de code source peut vérifier la syntaxe pendant la saisie du code et avertir immédiatement des problèmes de syntaxe. Quelques éditeurs de code source compressent le code source, convertissant généralement les mots-clés communs en jetons à un octet, supprimant les espaces inutiles et convertissant les nombres en une forme binaire. Ces éditeurs de tokenisation décompressent plus tard le code source lors de son affichage, éventuellement en l'imprimant avec une capitalisation et un espacement cohérents. Quelques éditeurs de code source font les deux.

## Exemples notables
- Atom
- Brackets
- Eclipse (projet)
- Emacs
- Gedit
- NetBeans
- Notepad++ (uniquement sous Windows)
- Sublime Text
- TextMate (uniquement sous macOS)
- UltraEdit
- Vi / Vim / Neovim
- Visual Studio Code

## Controverse
De nombreux éditeurs de code source et IDE ont été impliqués dans des argumentations entre utilisateurs, parfois appelés jovialement "guerres saintes" par la communauté des programmeurs. Des exemples notables incluent vi vs. Emacs et Eclipse vs. NetBeans . Ces argumentations constituent une partie importante de la culture Internet et ils débutent souvent dès qu'un éditeur est mentionné quelque part.